# Mešita Bájezída II.
Mešita Bájezída II. (turecky: Beyazıt Camii, Bayezid Camii) je osmanská mešita z počátku 16. století vybudovaná na Bájezídově náměstí v Istanbulu. Stojí nedaleko pozůstatků po fóru Theodosis z dob Byzantské říše.

## Historie
Mešita byla postavena osmanským sultánem Bájezídem II. a byla druhým největším imperiálním mešitovým komplexem, který byl vystavěn po dobytí města. Dřívější mešita Fatih byla zničena při zemětřesení a poté byla nově vybudována v jiném stylu. Bayezidova mešita je významným historickým a architektonickým komplexem. Architektem této nové mešity byl synovec řeckého architekta, který stavěl mešitu původní (Atik Sinan nebo Christodoulos) a byl zvolen hlavním architektem přímo sultánem Bájezídem. Tímto měla být uctěna památka sultána Mehmeda II., který přislíbil, že jeden kostel v Istanbulu zůstane navždy kostelem a nebude přebudován na mešitu. Architekt Bájezídovy mešity také údajně budoval karavansaraj v Burse. Styl mešity ale připomíná spíše zkušenosti dřívějších Osmanů a západní architektonické techniky. Přilehlý komplex külliye (madrasy, základní škola, veřejná kuchyně a hamám) se datují do let 1501 až 1506.
Mešita byla částečně přebudována po zemětřesení v roce 1509 a architekt Mimar Sinan zde provedl v letech 1573–74 několik oprav. Minarety vyhořely v roce 1683 a poté v roce 1764. Některé záznamy uvádějí, že opravy a dostavby probíhaly ještě v roce 1767.

## Architektura

### Exteriér
Mešita je orientována podél severozápadní a jihovýchodní osy s nádvořím na severozápadě. Kolem ní se rozkládá území o zhruba stejné velikosti, jako samotná mešita. Na každé straně má nádvoří monumentální vstupní brány. Na nádvoří se nachází kolonáda se sloupořadím (20 starověkých sloupů), antickými starožitnostmi z kostelů a starověkých ruin, je kryté dvaceti čtyřmi malými dómy a dlážděné polychromovaným mramorem.
Mešita samotná je přibližně čtyřicetimetrový čtverec se sedmnáctimetrovým dómem. Kolem hlavní kupole se nachází na všech čtyřech stranách menší dómy. Mešita je celá postavena z řezaného kamene různých barevných variant a z mramoru ze starých byzantských ruin.

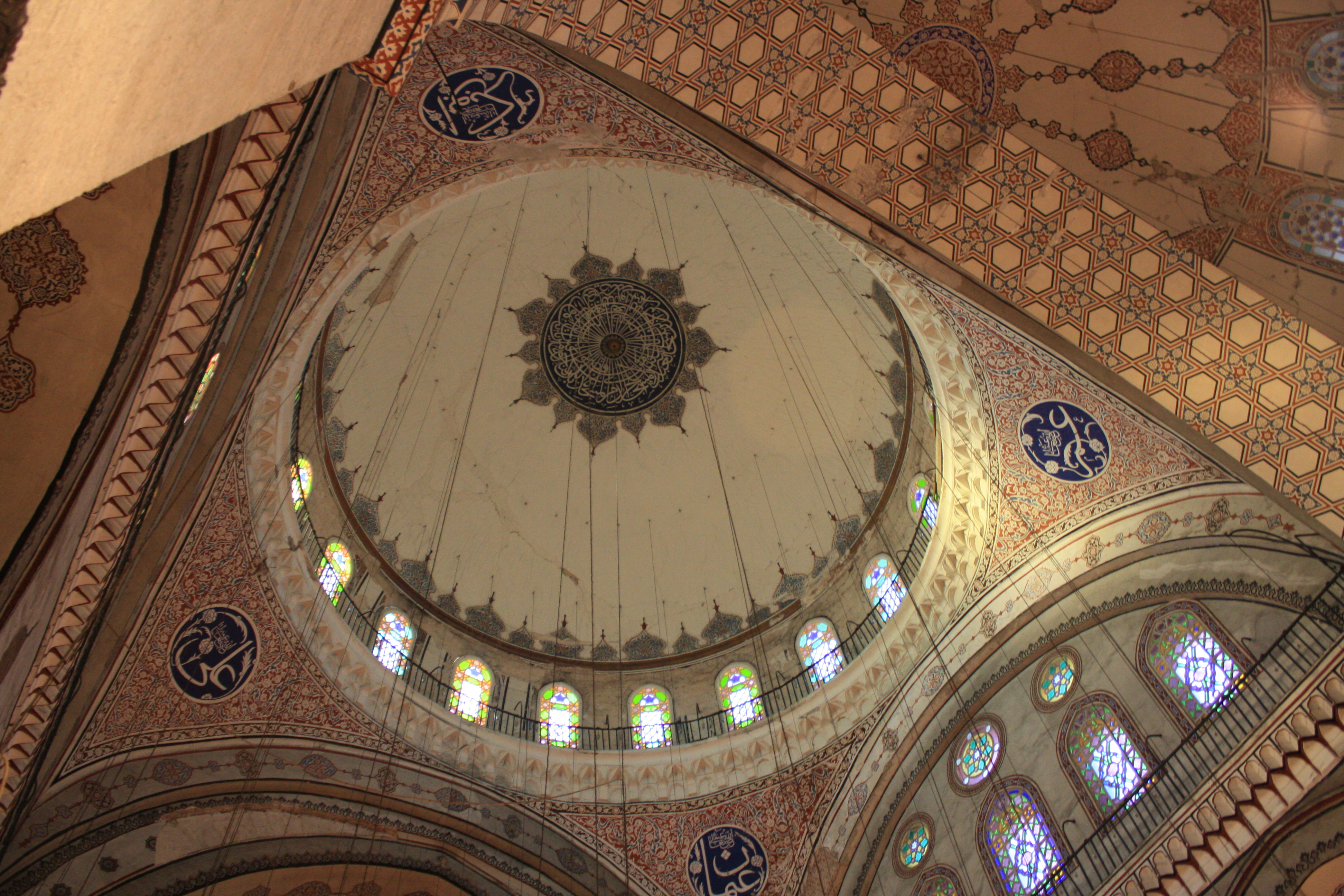
Kupole Bájezídovy mešity

### Interiér
Pro interiér mešity posloužila jako vzor Hagia Sofia v menším měřítku. Kromě obrovské hlavní kupole, menší dómy na východě a západě tvoří hlavní loď chrámu, zatímco na severní a jižní části jsou rozšířenější chodby. Délku mešity prodlužují čtyři další kupole, ale nejsou rozděleny na části. Klenba je podporována obrovskými obdélníkovými můstky s hladkými pendentivemi a klenutými dekoracemi. Prostor je osvětlený dvěma okny v základu dómu a sedmi okny na každém výklenku, kromě dvou vrstev oken na stěnách.

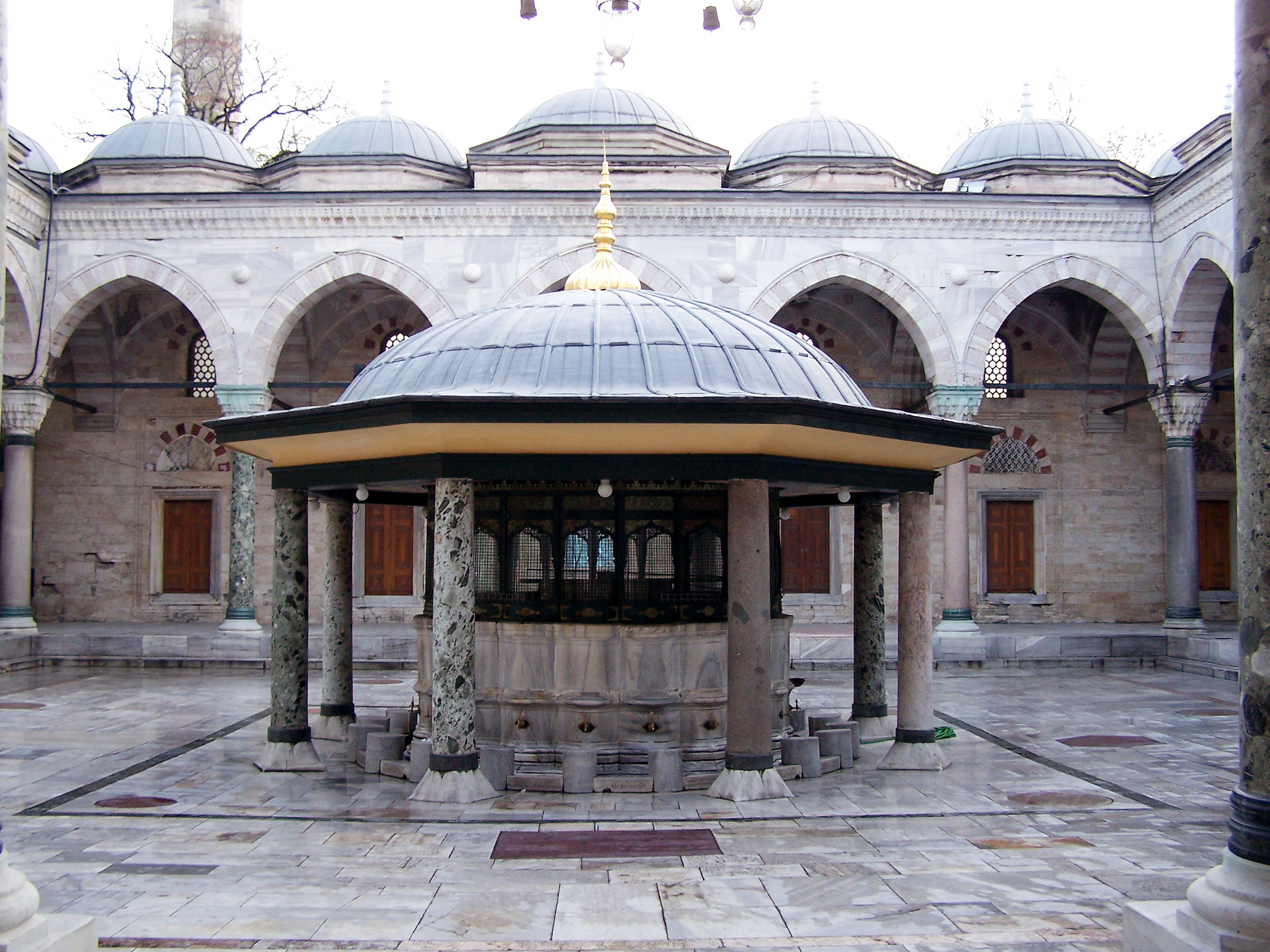
Nádvoří mešity